# Vocalese
Vocalese is een liedvorm die wordt gebruikt onder jazzzangers.
Vocalese is de kunst van het schrijven van een tekst op een instrumentale improvisatie, oftewel het maken van een transcriptie waarmee de frasen, ritmische en melodische kenmerken aan de improvisatie onttrokken kunnen worden om zo een lied te schrijven.
Vocalese verandert een improvisatie, door bijvoorbeeld een saxofoon, in een verhaal in woorden. Een van de leuke dingen van vocalese is dat de zanger zijn verhaal gedurende de complete lengte van het lied kan vertellen.
De uitvinder van vocalese is jazzzanger Jon Hendricks.